# Kandidatenturnier Jekaterinburg 2020
Beim Kandidatenturnier 2020/2021 wurde der Herausforderer von Schachweltmeister Magnus Carlsen bei der Schachweltmeisterschaft 2021 ermittelt. Der Wettkampf wurde als ein doppelrundiges Turnier zwischen acht Spielern ausgetragen, die sich auf unterschiedliche Weise qualifiziert hatten. Ursprünglich sollte er vom 16. März bis zum 4. April 2020 in der russischen Stadt Jekaterinburg stattfinden, wurde aber am 25. März wegen der COVID-19-Pandemie nach der Hinrunde unterbrochen. Das Turnier wurde am 19. April 2021 fortgesetzt. Hauptschiedsrichter war Nebojša Baralić aus Serbien. Nach der vorletzten Runde am 26. April stand Jan Nepomnjaschtschi vorzeitig als Sieger fest.

## Teilnehmer
| Name                   | Verband             | Elo-Zahl (März 2020) | Weltrangliste (März 2020) | Qualifikationsweg                                                 |
| ---------------------- | ------------------- | -------------------- | ------------------------- | ----------------------------------------------------------------- |
| Fabiano Caruana        | Vereinigte Staaten  | 2842                 | 2                         | Verlierer der Schachweltmeisterschaft 2018                        |
| Ding Liren             | Volksrepublik China | 2805                 | 3                         | Zweiter beim Schach-Weltpokal 2019                                |
| Alexander Grischtschuk | Russland            | 2777                 | 4                         | Gewinner des FIDE Grand Prix 2019                                 |
| Jan Nepomnjaschtschi   | Russland            | 2774                 | 5                         | Zweiter beim FIDE Grand Prix 2019                                 |
| Maxime Vachier-Lagrave | Frankreich          | 2767                 | 8                         | Nachrücker für Teymur Rəcəbov (Sieger beim Schach-Weltpokal 2019) |
| Anish Giri             | Niederlande         | 2763                 | 11                        | beste durchschnittliche Elo-Zahl von Februar 2019 bis Januar 2020 |
| Wang Hao               | Volksrepublik China | 2762                 | 12                        | Gewinner des FIDE Grand Swiss Tournaments 2019                    |
| Kirill Alexejenko      | Russland            | 2698                 | 39                        | nominiert durch den Veranstalter per Wildcard                     |

Nach den Regularien der FIDE hatte der Veranstalter das Anrecht, eine Wildcard an einen Spieler zu vergeben, der an mindestens zwei Qualifikationsturnieren teilgenommen hatte und dabei entweder in einem dieser Turniere der beste nicht qualifizierte Spieler war oder unter den zehn Spielern mit der besten durchschnittlichen Elo-Zahl im Zeitraum von Februar 2019 bis Januar 2020 ist. Der Veranstalter des Kandidatenturniers, der russische Schachverband, legte sich schon frühzeitig darauf fest, dass ein russischer Spieler in den Genuss der Wildcard kommen sollte. Nachdem sich Grischtschuk und Nepomnjaschtschi bereits über den Grand Prix qualifiziert hatten, war Alexejenko als Dritter des Grand Swiss Tournament 2019 der letzte Russe, der noch für die Wildcard in Frage kam. Er erhielt daher als damals 47. der Weltrangliste die Teilnahmeberechtigung.
Da Russland als Reaktion auf die COVID-19-Pandemie in China Einreisebeschränkungen für chinesische Staatsbürger erlassen hatte, war zunächst unklar, ob Ding Liren und Wang Hao am Kandidatenturnier überhaupt teilnehmen könnten. Sie erhielten schließlich ein humanitäres Visum von Russland, unter der Bedingung, dass sie frühzeitig anreisten und sich prophylaktisch in eine 14-tägige Quarantäne in der Nähe von Moskau begaben.
Am 14. Februar 2020 wurden die Startnummern für die Teilnehmer festgelegt. Dabei wurde, wie bei den vorangegangenen Kandidatenturnieren, wieder darauf geachtet, dass Spieler aus demselben Land in den ersten Partien jeweils zu Beginn einer Turnierhälfte aufeinander trafen. Dies betraf die Chinesen Wang Hao und Ding Liren einerseits und die Russen Nepomnjaschtschi, Grischtschuk und Alexejenko andererseits. Durch diese Regelung sollten Ergebnisabsprachen möglichst unterbunden werden. Davon abgesehen entschied das Los über die Startnummer.
Am 6. März 2020 gab Teymur Rəcəbov, der als Gewinner des Schach-Weltpokals 2019 für das Kandidatenturnier qualifiziert war, seinen Verzicht auf die Teilnahme bekannt. Er begründete seine Entscheidung damit, dass die FIDE das Kandidatenturnier aufgrund des Coronavirus seiner Ansicht nach hätte verschieben müssen. Er wurde durch Maxime Vachier-Lagrave ersetzt, der als Dritter des FIDE Grand Prix, Dritter des Weltpokals und mit etwas geringerer Elo-Zahl als Giri die reguläre Qualifikation gleich dreimal knapp verpasst hatte.
Nachdem sich herausstellte, dass – wie von Rəcəbov befürchtet – der Verlauf der Pandemie eine Unterbrechung und Verschiebung des Turniers erforderlich machte, bekam er einen Freiplatz für das Kandidatenturnier 2022 als Ausgleich für seinen Rücktritt.

## Favoriten
Die Rolle des Topfavoriten fiel zwangsläufig Fabiano Caruana zu, dem Sieger des Kandidatenturniers 2018 und somit Herausforderer bei der Schachweltmeisterschaft 2018, der mit 2842 Elo hinter Carlsen auf dem zweiten Platz lag, mit deutlichem Vorsprung vor dem Rest. Als Mitfavorit galt vor allem Ding Liren, mit 2805 Elo neben Caruana der einzige Spieler über 2800, der 2019 Caruana in Langpartien ohne Niederlage zweimal geschlagen hatte. Tatsächlich sollten beide im Kampf um den Turniersieg keine führende Rolle spielen.

## Modus
Es wurde ein doppelrundiges Turnier gespielt. Die Bedenkzeit betrug 100 Minuten für 40 Züge, danach 50 Minuten für 20 Züge und danach 15 Minuten für den Rest der Partie, plus 30 Sekunden pro Zug von Beginn an. Remisangebote vor dem 40. Zug waren nicht gestattet. Im Fall einer Punktgleichheit galten folgende Tie-Break-Regeln:
1. direkter Vergleich
2. Anzahl der Gewinnpartien
3. Sonneborn-Berger-Wertung
4. Stichkampf (nur zur Ermittlung des Siegers; für weitere Platzierungen sollte das Los entscheiden).

## Verlauf
In der ersten Runde gingen Nepomnjaschtschi und Wang in geteilte Führung durch Schwarz-Siege gegen Giri bzw. Ding. Den Platz in der punktemäßigen Führungsgruppe gab Nepomnjaschtschi bis Turnierende nicht mehr ab. Nach drei Remis ging er durch den Sieg über Wang in der fünften Runde in alleinige Führung, die er mit einem weiteren Sieg über Ding in der sechsten Runde auf einen vollen Punkt vor seinem ersten Verfolger Vachier-Lagrave ausbaute. Einen Rückschlag bedeutete in der siebten und letzten Runde des ersten Durchgangs seine Niederlage mit Schwarz gegen Vachier-Lagrave, der so zu Nepomnjaschtschi aufschloss und nach Zweitwertung (direkte Begegnung) die Führung übernahm.
Nach dieser ersten Hälfte wurde das Turnier am 26. März 2020 wegen der COVID-19-Pandemie unterbrochen. Die FIDE begründete das damit, dass ab dem 27. März der Flugverkehr von Russland in andere Länder eingestellt werde und die Abreise der Teilnehmer dann nicht mehr gewährleistet sei.
Am 19. April 2021, also mehr als ein Jahr später, startete der zweite Durchgang mit den unveränderten Ständen der ersten Runde. Da Vachier-Lagrave sein Auftaktspiel in der achten Runde gegen Caruana verlor, genügte Nepomnjaschtschi ein Remis gegen Giri zur alleinigen Führung im Turnier, die er nun bis Turnierende nicht mehr abgab. Sein erster Sieg im zweiten Durchgang gegen Alexejenko in Runde 10 bedeutete wieder einen vollen Punkt Vorsprung. Als erster Verfolger etablierte sich in der elften Runde Giri, der (nach einem Sieg gegen Wang in der neunten Runde) Ding schlug und auf einen halben Punkt an Nepomnjaschtschi herankam. Giri untermauerte dies durch einen Schwarzsieg gegen Caruana in der zwölften Runde, doch Nepomnjaschtschi gewann in dieser Runde auch seine zweite Partie gegen Wang und behauptete so die alleinige Führung. Vor der vorletzten Runde am 26. April führte Nepomnjaschtschi mit 8 Punkten einen halben Punkt plus gewonnene Zweitwertung vor Giri (7½) und 1½ Punkte vor Vachier-Lagrave (6½). Um ihre letzten Chancen wahrzunehmen, spielten sowohl Giri (gegen Grischtschuk) als auch Vachier-Lagrave gegen Nepomnjaschtschi selbst in der vorletzten Runde mit Schwarz auf Gewinn, kamen jedoch in schlechtere Stellung und versuchten es mit Bauernopfern. Als Nepomnjaschtschi merkte, dass Giri gegen Grischtschuk klar auf Verlust stand, bot er Vachier-Lagrave in einer Stellung mit Mehrbauer Remis an, nach dessen Annahme er schon vor der letzten Runde vorzeitig als Turniersieger feststand. Nepomnjaschtschis abschließende Niederlage gegen Ding tat dem keinen Abbruch – allerdings behauptete der Chinese dadurch Platz 3 in der Weltrangliste, der sonst an Nepomnjaschtschi gefallen wäre.
Die Turniertabelle mit Endstand:
| Platz | Name                   | Elo  | JN  | MVL | AGi | FC  | DL  | AGr | KA  | WH  | Pkt | TB 1) |
| ----- | ---------------------- | ---- | --- | --- | --- | --- | --- | --- | --- | --- | --- | ----- |
| 1     | Jan Nepomnjaschtschi   | 2774 | –   | 0 ½ | 1 ½ | ½   | 1 0 | ½   | ½ 1 | 1 1 | 8½  |       |
| 2     | Maxime Vachier-Lagrave | 2767 | 1 ½ | –   | ½   | ½ 0 | 1 ½ | ½ 0 | ½ 1 | ½ 1 | 8   |       |
| 3     | Anish Giri             | 2763 | 0 ½ | ½   | –   | ½ 1 | ½ 1 | ½ 0 | 1 0 | ½ 1 | 7½  | 1½    |
| 4     | Fabiano Caruana        | 2842 | ½ ½ | ½ 1 | ½ 0 | –   | 0 ½ | ½   | 1 ½ | ½ 1 | 7½  | ½     |
| 5     | Ding Liren             | 2805 | 0 1 | 0 ½ | ½ 0 | 1 ½ | –   | ½ 1 | ½ 1 | 0 ½ | 7   | 1½    |
| 6     | Alexander Grischtschuk | 2777 | ½ ½ | ½ 1 | ½ 1 | ½ ½ | ½ 0 | –   | ½ 0 | ½ ½ | 7   | ½     |
| 7     | Kirill Alexejenko      | 2698 | ½ 0 | ½ 0 | 0 1 | 0 ½ | ½ 0 | ½ 1 | –   | ½   | 5½  |       |
| 8     | Wang Hao               | 2762 | 0 0 | ½ 0 | ½ 0 | ½ 0 | 1 ½ | ½   | ½   | –   | 5   |       |

## Einzelrundenergebnisse
| 1. Runde, 17. März 2020     |                             |     |
| Maxime Vachier-Lagrave      | Fabiano Caruana             | ½:½ |
| Ding Liren                  | Wang Hao                    | 0:1 |
| Anish Giri                  | Jan Nepomnjaschtschi        | 0:1 |
| Alexander Grischtschuk      | Kirill Alexejenko           | ½:½ |
| 2. Runde, 18. März 2020     |                             |     |
| Maxime Vachier-Lagrave (½)  | Ding Liren (0)              | 1:0 |
| Wang Hao (1)                | Anish Giri (0)              | ½:½ |
| Fabiano Caruana (½)         | Kirill Alexejenko (½)       | 1:0 |
| Jan Nepomnjaschtschi (1)    | Alexander Grischtschuk (½)  | ½:½ |
| 3. Runde, 19. März 2020     |                             |     |
| Anish Giri (½)              | Maxime Vachier-Lagrave (1½) | ½:½ |
| Ding Liren (0)              | Fabiano Caruana (1½)        | 1:0 |
| Alexander Grischtschuk (1)  | Wang Hao (1½)               | ½:½ |
| Kirill Alexejenko (½)       | Jan Nepomnjaschtschi (1½)   | ½:½ |
| 4. Runde, 21. März 2020     |                             |     |
| Ding Liren (1)              | Anish Giri (1)              | ½:½ |
| Maxime Vachier-Lagrave (2)  | Alexander Grischtschuk (1½) | ½:½ |
| Wang Hao (2)                | Kirill Alexejenko (1)       | ½:½ |
| Fabiano Caruana (1½)        | Jan Nepomnjaschtschi (2)    | ½:½ |
| 5. Runde, 22. März 2020     |                             |     |
| Kirill Alexejenko (1½)      | Maxime Vachier-Lagrave (2½) | ½:½ |
| Alexander Grischtschuk (2)  | Ding Liren (1½)             | ½:½ |
| Anish Giri (1½)             | Fabiano Caruana (2)         | ½:½ |
| Jan Nepomnjaschtschi (2½)   | Wang Hao (2½)               | 1:0 |
| 6. Runde, 23. März 2020     |                             |     |
| Jan Nepomnjaschtschi (3½)   | Ding Liren (2)              | 1:0 |
| Alexander Grischtschuk (2½) | Fabiano Caruana (2½)        | ½:½ |
| Kirill Alexejenko (2)       | Anish Giri (2)              | 0:1 |
| Wang Hao (2½)               | Maxime Vachier-Lagrave (3)  | ½:½ |
| 7. Runde, 25. März 2020     |                             |     |
| Maxime Vachier-Lagrave (3½) | Jan Nepomnjaschtschi (4½)   | 1:0 |
| Fabiano Caruana (3)         | Wang Hao (3)                | ½:½ |
| Ding Liren (2)              | Kirill Alexejenko (2)       | ½:½ |
| Anish Giri (3)              | Alexander Grischtschuk (3)  | ½:½ |

| 8. Runde, 19. April 2021    |                             |     |
| Fabiano Caruana (3½)        | Maxime Vachier-Lagrave (4½) | 1:0 |
| Wang Hao (3½)               | Ding Liren (2½)             | ½:½ |
| Jan Nepomnjaschtschi (4½)   | Anish Giri (3½)             | ½:½ |
| Kirill Alexejenko (2½)      | Alexander Grischtschuk (3½) | 1:0 |
| 9. Runde, 20. April 2021    |                             |     |
| Ding Liren (3)              | Maxime Vachier-Lagrave (4½) | ½:½ |
| Anish Giri (4)              | Wang Hao (4)                | 1:0 |
| Kirill Alexejenko (3½)      | Fabiano Caruana (4½)        | ½:½ |
| Alexander Grischtschuk (3½) | Jan Nepomnjaschtschi (5)    | ½:½ |
| 10. Runde, 21. April 2021   |                             |     |
| Maxime Vachier-Lagrave (5)  | Anish Giri (5)              | ½:½ |
| Fabiano Caruana (5)         | Ding Liren (3½)             | ½:½ |
| Wang Hao (4)                | Alexander Grischtschuk (4)  | ½:½ |
| Jan Nepomnjaschtschi (5½)   | Kirill Alexejenko (4)       | 1:0 |
| 11. Runde, 23. April 2021   |                             |     |
| Anish Giri (5½)             | Ding Liren (4)              | 1:0 |
| Alexander Grischtschuk (4½) | Maxime Vachier-Lagrave (5½) | 1:0 |
| Kirill Alexejenko (4)       | Wang Hao (4½)               | ½:½ |
| Jan Nepomnjaschtschi (6½)   | Fabiano Caruana (5½)        | ½:½ |
| 12. Runde, 24. April 2021   |                             |     |
| Maxime Vachier-Lagrave (5½) | Kirill Alexejenko (4½)      | 1:0 |
| Ding Liren (4)              | Alexander Grischtschuk (5½) | 1:0 |
| Fabiano Caruana (6)         | Anish Giri (6½)             | 0:1 |
| Wang Hao (5)                | Jan Nepomnjaschtschi (7)    | 0:1 |
| 13. Runde, 26. April 2021   |                             |     |
| Jan Nepomnjaschtschi (8)    | Maxime Vachier-Lagrave (6½) | ½:½ |
| Wang Hao (5)                | Fabiano Caruana (6)         | 0:1 |
| Kirill Alexejenko (4½)      | Ding Liren (5)              | 0:1 |
| Alexander Grischtschuk (5½) | Anish Giri (7½)             | 1:0 |
| 14. Runde, 27. April 2021   |                             |     |
| Ding Liren (6)              | Jan Nepomnjaschtschi (8½)   | 1:0 |
| Fabiano Caruana (7)         | Alexander Grischtschuk (6½) | ½:½ |
| Anish Giri (7½)             | Kirill Alexejenko (4½)      | 0:1 |
| Maxime Vachier-Lagrave (7)  | Wang Hao (5)                | 1:0 |

Von den insgesamt 56 Partien endeten 31 Remis, 17 mal gewann Weiß und 8 mal Schwarz. Weiß erzielte 32½ von 56 Punkten (58 %), Schwarz 23½ Punkte (42 %).

16 der 25 entschiedenen Partien wurden in der Rückrunde gespielt.